# Columbo: Tödliche Trennung
Tödliche Trennung (Originaltitel Murder by the Book) ist die erstmals im Rahmen der NBC-Mystery-Movie-Serie gesendete Premierenepisode der Kriminalfilm-Reihe Columbo aus dem Jahr 1971. Die deutschsprachige Erstausstrahlung folgte 1975 im Deutschen Fernsehen. Der US-amerikanische Schauspieler Jack Cassidy verkörpert als Doppelmörder Ken Franklin den Gegenspieler von Inspektor Columbo, dargestellt von Peter Falk.
Der von Regisseur Steven Spielberg inszenierte Fernsehfilm gilt als Hommage an die Columbo-Erfinder Richard Levinson und William Link.

## Handlung

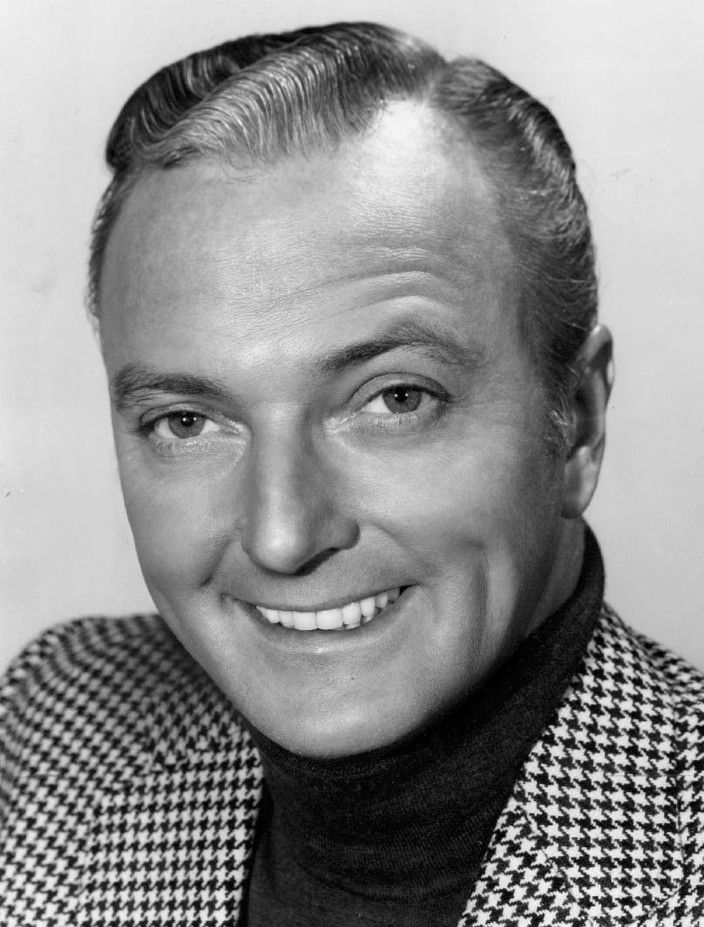
Jack Cassidy spielt den Doppelmörder Ken Franklin

Ken Franklin ist die eine Hälfte des Autorenteams Ferris/Franklin, das die populäre Krimi-Bestseller-Reihe Mrs. Melville erschaffen hat. James Ferris will seine Karriere jedoch als Solo-Schriftsteller fortsetzen und hat das Ende des ungleichen Duos beschlossen. Für Lebemann Ken Franklin und seinen aufwendigen Lebensstil bedeutet die Beendigung der Partnerschaft auch ein Versiegen der erklecklichen Einnahmen aus dem Bücherverkauf. Zumal jegliche kreative Arbeit aus der Feder seines Partners James Ferris stammt und Franklins Beitrag lediglich aus Öffentlichkeitsarbeit besteht. Das Autorenteam verfügt über eine wechselseitig gültige Versicherungspolice, die dem jeweils anderen im Falle seines Todes die Tantiemen aus weiteren Buchverkäufen zusichert.
Franklin verfolgt einen komplexen Plan, James Ferris zu ermorden, um auch weiterhin seinen kostspieligen Lebensstil finanzieren zu können. Zunächst lockt Franklin seinen Partner unter einem Vorwand aus dessen Büro in Los Angeles in Franklins idyllisch gelegenes Wochenendhaus etwa zweieinhalb Autostunden entfernt hinter San Diego. Kurz bevor das Duo in Franklins Mercedes 280 SE-Cabriolet am Seedomizil ankommt, halten sie an einem Gemischtwarenladen. Von hier aus ruft Franklin Ferris’ Ehefrau Joanna an, um sich ein Alibi zu verschaffen. Zwischenzeitlich – von Franklin unbemerkt – erspäht die neugierige und in Franklin vernarrte Besitzerin des Gemischtwarenladens Lilly La Sanka James Ferris auf dem Beifahrersitz von Franklins Luxuskarosse. Im Wochenendhaus angekommen, animiert der jovial auftretende Franklin seinen Partner dazu, dessen Frau Joanna anzurufen, um ihr mitzuteilen, dass er bis spätabends im Büro arbeiten wird. Während des Telefonats mit seiner Ehefrau wird Ferris hinterrücks von Franklin erschossen, so dass Joanna Ferris denken muss, ihr Mann wäre in seinem Büro in Los Angeles ermordet worden. Umgehend nach der Tat wird Franklin wiederum von Joanna Ferris angerufen, die ihm aufgebracht von den soeben am Telefon gehörten Schüssen auf ihren Mann berichtet. Franklin versucht Joanna zu beruhigen. Im Anschluss fährt Franklin samt Ferris’ Leiche im Kofferraum zurück nach Los Angeles.
Im zuvor von Ken Franklin verwüsteten Büro von James Ferris in Los Angeles sind mittlerweile seine Frau Joanna und zahlreiche Ermittler der Polizei eingetroffen. Columbo trifft die durch die kritische Situation aufgebrachte Joanna Ferris auf dem Flur, beruhigt sie und fährt sie schließlich nach Hause. Dort begegnet Columbo zum ersten Mal Ken Franklin, der sich als besorgter Freund der Familie ausgibt und Columbo offenbart, dass nur Berufskiller aus dem organisierten Verbrechen hinter der Tat stecken können. Franklin versucht Columbo einzureden, Ferris arbeite an einem Buch, das die Machenschaften der organisierten Kriminalität aufdecken solle, womit er sich sicher eine Menge Feinde und potentielle Mörder gemacht habe. Im weiteren Verlauf des Gesprächs präsentiert Franklin dem ermittelnden Columbo eine von ihm erstellte Liste mit den Namen zahlreicher Verbrechergrößen der amerikanischen Westküste. Der nächste Schritt Franklins beinhaltet, dass er die Leiche von Ferris in seinem Vorgarten platziert. Als die Polizei eintrifft, deutet er das als entsprechende Warnung und Einschüchterungsversuch des organisierten Verbrechens an.
In der Zwischenzeit ist Lilly La Sanka nach Los Angeles gereist und passt dort Franklin nach einer Theatervorstellung ab. Sie gibt ihm zu verstehen, sie wisse, wer an jenem Tag in seinem Auto gesessen habe. Bei einem Essen vereinbaren die beiden ein Schweigegeld in Höhe von 15.000 US-Dollar (2025: ca. 120.000 US-Dollar). Zudem gesteht Lilly Ken ihre Gefühle für ihn. Bei der Übergabe des Geldes in Lilly La Sankas Wohnung im Hinterteil ihres Ladens ganz in der Nähe von Franklins Wochenendhaus wird gemeinsam intim gespeist und Champagner getrunken. Ken gaukelt Lilly vor, ebenfalls in sie verliebt zu sein. Alles endet damit, dass Franklin die unliebsame Zeugin mit einer leeren Champagnerflasche erschlägt. Ihre Leiche versenkt er im nahegelegenen See. Franklin fingiert ihren Tod, als sei sie nachts allein mit ihrem Ruderboot gekentert.
Am Morgen nach der Entdeckung der Leiche taucht Columbo am Wochenendhaus von Ken Franklin auf. Bei der Untersuchung im Laden von La Sanka findet er den aktuellen Mrs.-Melville-Roman mit dem Titel Prescription: Murder (Rezept: Mord) mit einer persönlichen Widmung von Ken Franklin. In der Küche entdeckt Columbo zudem einen frisch entkorkten Korken jener Champagnermarke, die Ken Franklin am Vortag in Anwesenheit von Columbo für seinen Trip zum Wochenendhaus eingepackt hat. Für Columbo zwei wichtige Indizien, dass Ken Franklin Kontakt zu Lilly La Sanka gehabt haben muss und einen weiteren Mord verübt hat.
Zurück in Los Angeles konfrontiert Columbo schließlich Ken Franklin mit seiner auf allerlei Indizien beruhenden Mordtheorie. Als Untermauerung erklärt Columbo, Ferris habe sich Tag und Nacht Notizen für seine Bücher gemacht, um Ideen und Einfälle festzuhalten. Auf genau so einer Notiz hat er die exakte Beschreibung des Mordes gefunden und es sei an sich der perfekte Mord. Der Mord an Lilly La Sanka sei hingegen stümperhaft gewesen. Franklin lenkt ein und gibt sich geschlagen. Er weist Columbo jedoch darauf hin, dass genau jene Idee von ihm selber stamme, seine einzige gute Idee überhaupt gewesen sei und er nicht gewusst habe, dass Ferris auch diese Idee einst aufgeschrieben hat. Franklin hat letztlich einen Mord, wie er im Buche steht, begangen. Gemäß dem Originaltitel Murder by the Book dieser ersten Columbo-Episode.

## Produktion
Die Dreharbeiten von Tödliche Trennung fanden vom 29. Mai bis 14. Juni 1971 direkt im Anschluss an die Dreharbeiten zur Episode Mord mit der linken Hand statt.
Tödliche Trennung wurde zwar als zweite Folge der ersten Staffel produziert, doch alle Beteiligten waren von dem Ergebnis derart begeistert, dass der TV-Sender NBC Tödliche Trennung als Premierenfolge sendete. Als Drehort für die Büros des Autorenduos Ferris/Franklin diente das bis heute bestehende Bürogebäude mit der Adresse ⊙ 9000 West Sunset Boulevard, West Hollywood, CA 90069. Der Drehort für das Wochenendhaus von Ken Franklin befindet sich im Örtchen Fawnskin am Big Bear Lake östlich von Los Angeles. Das mittlerweile abgerissene Wohnhaus von Ken Franklin befand sich auf dem ⊙ 944 Airole Way, CA 90077 im Stadtteil Bel Air von Los Angeles. Alle weiteren Aufnahmen entstanden in den Universal Studios. Der Mörder Ken Franklin fährt in dieser ersten Folge der ersten Staffel das exakt gleiche Mercedes 280 SE-Cabriolet mit dem exakt gleichen Nummernschild (XSM 494) wie der Mörder Elliott Markham in der letzten Folge Ein Denkmal für die Ewigkeit der ersten Staffel.
Das für die Premierenepisode nach einer Idee von Larry Cohen von Steven Bochco erdachte und unter der Mithilfe von Levinson/Link entstandene Drehbuch zu Tödliche Trennung war eine fein ironisierte Hommage an die beiden Columbo-Erfinder Levinson und Link. Als Jack Cassidy das Drehbuch zum ersten Mal las, soll er spontan gefragt haben: „Und wen von euch spiele ich eigentlich – Levinson oder Link?“ Bei der Darstellung des Autorenduos verschwammen die Grenzen zwischen Realität und Fiktion und zweifelsohne flossen zahlreiche Erfahrungen und versteckte Anspielungen in die Rollencharaktere ein. So beginnen zum Beispiel die Nachnamen des Autorenduos Levinson/Link mit dem Buchstaben „L“, die beiden Nachnamen des fiktionalen Autorenduos Ferris/Franklin mit einem „F“. Als weiteres Beispiel sei noch der in Tödliche Trennung präsentierte letzte Mrs. Melville-Roman von Ferris/Franklin mit dem Titel Prescription: Murder genannt. Im wahren Leben war Prescription: Murder (Mord nach Rezept) der erste von Link/Levinson verfasste und verfilmte Columbo-Fall.

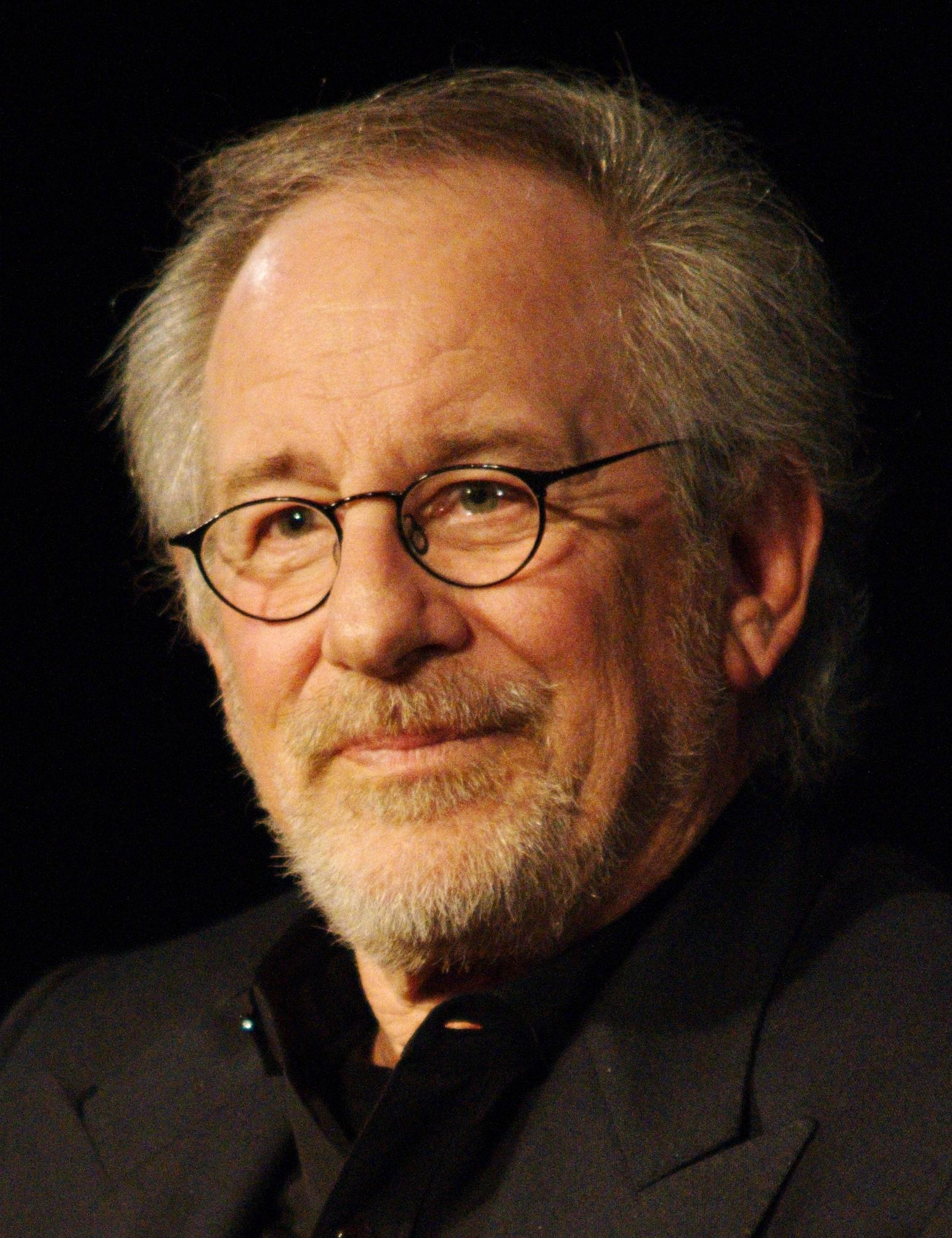
Steven Spielberg, Regisseur der ersten Columbo-Episode Tödliche Trennung (1971)

Als Produzenten der mit jeweils zehn Drehtagen disponierten und mit jeweils 400.000 US-Dollar (2025: ca. 3.097.836) budgetierten Folgen der ersten Columbo-Staffel fungierten auf Initiative von Universal-Television-Präsident Sidney Sheinberg die Columbo-Erschaffer William Link und Richard Levinson. Dem Duo stellte Sheinberg für die vom 29. Mai bis 14. Juni 1971 produzierte Episode die beiden größten Talente Hollywoods zur Verfügung: Regie führte in Abstimmung mit Falk der erst 24-jährige aufstrebende Regisseur Steven Spielberg, der ebenso wie der 27-jährige Drehbuchautor Steven Bochco einen langjährigen Festvertrag bei den Universal Studios besaß. Als Kameramann wurde die oscarprämierte Hollywoodgröße Russell Metty engagiert, der die Premierenepisode wie einen Kinofilm äußerst anspruchsvoll fotografierte. Den markanten Ton und Musikscore inklusive des über die Anfangssequenz laufenden Schreibmaschinenstakkato steuerte Billy Goldenberg bei, mit dem Spielberg kurz nach den Columbo-Dreharbeiten auch bei seinem Spielfilmdebüt Duell zusammenarbeitete.
Bereits am ersten Drehtag war der ansonsten nur schwer zu überzeugende Falk von der Arbeitsweise des Jungregisseurs Steven Spielberg begeistert. Spielberg hatte jede Szene akribisch geplant und wandte innovative Techniken an, von denen die anderen Veteranen am Set noch nicht einmal gehört hatten. Spielbergs allererste Einstellung begann mit einem Overhead-Kameraschuss auf Franklins Auto, das zum Büro seines Partners fährt. Ohne einen Schnitt fährt die Kamera zurück und es wird enthüllt, dass sich die Kamera im Büro vom Schriftsteller Ferris befindet, in dem der Autor unablässig auf seiner Schreibmaschine tippt. So eine Einstellung hatte es bis dato noch nicht im Fernsehen gegeben. Trotzdem arbeitete der ebenso eigenwillige 64-jährige Kameramann Russell Metty nur äußerst argwillig mit Spielberg zusammen. Metty hatte vor dem „Hotshot“ Spielberg und seinen unorthodoxen Techniken keinerlei Respekt und beschwerte sich stattdessen bei den Produzenten: „Er ist ein Kind! Bekommt er eine Pause mit Milch und Keksen? Wird der Lieferwagen für seine Windeln den Betrieb meines Generators für das Filmlicht stören?“ Metty war besonders verärgert über die Dreharbeiten im am Sunset Boulevard gelegenen Bürogebäude mit dem Schriftsteller-Büro und seiner durchgehenden Glasfassade und fragte „Wo zum Teufel soll ich denn meine Filmlampen hinstellen?“ Doch die Produzenten Levinson und Link unterstützten stets Spielberg: „Er ist der Regisseur. Tu, was er sagt!“
Am 15. September 1971 wurde die erste Columbo-Episode Tödliche Trennung im Rahmen der Premiere des neuen Sendeformats NBC Mystery Movie ausgestrahlt. In Deutschland wurde die Episode erstmals am 10. April 1975 im Ersten Programm (ARD) ausgestrahlt.
Im Anschluss an den allseits äußerst positiv bewerteten Columbo-Dreh erhielt Spielberg von Universal die Chance, seinen ersten Spielfilm zu realisieren. Im Herbst 1971 drehte Spielberg für das samstagabendliche Hauptprogramm des US-TV-Senders ABC den Movie of the Weekend-Fernsehfilm Duell. Der von Spielberg minimalistisch inszenierte und virtuos in Szene gesetzte Thriller wurde ein riesiger Publikums- und Kritikererfolg. Somit ist Tödliche Trennung die letzte Arbeit von Spielberg für eine Fernsehserie.

## Besetzung und Synchronisation
Die deutschsprachige Synchronfassung entstand im Jahr 1973 bei der Lingua Film in München unter der Dialogregie und nach einem Dialogbuch von Gert Rabanus.
| Figur              | Darsteller        | Deutscher Sprecher |
| ------------------ | ----------------- | ------------------ |
| Lieutenant Columbo | Peter Falk        | Klaus Schwarzkopf  |
| Gaststars          |                   |                    |
| Ken Franklin       | Jack Cassidy      | Peter Fricke       |
| Joanna Ferris      | Rosemary Forsyth  | Sigrid Pawlas      |
| James Ferris       | Martin Milner     | Karl Renar         |
| Weitere Darsteller |                   |                    |
| Lilly La Sanka     | Barbara Colby     | Kathrin Ackermann  |
| Gloria Jr.         | Lynette Mettey    | Andrea Brix        |
| Mike Tucker        | Bernie Kuby       |                    |
| Sergeant           | Hoke Howell       |                    |
| Frau               | Marcia Wallace    |                    |
| 2. Reporter        | Haven Earle Haley | Fred Klaus         |

## Rezeption
Die Fernsehzeitschrift TV Spielfilm vergab eine positive Wertung (Daumen hoch): „Meisterregisseur trifft auf Meisterdetektiv“.
Das Lexikon des internationalen Films befand: „Der zweite Film der Columbo-Serie (den Vorläufer Columbo: Mord nach Rezept nicht eingerechnet), ein mustergültiger Krimi mit grandiosen Darstellern. Steven Spielberg und Steven Bochco liefern als Regisseur respektive Drehbuchautor frühe Belege ihrer Meisterschaft“.
Der Autor Michael Striss wertete mit drei von vier Sternen (sehr empfehlenswert). Er hob ebenfalls die Leistungen des Regisseurs, Drehbuchautors und Kameramannes hervor: „Die erste ausgestrahlte reguläre Serienfolge zeugt von dem künstlerischen Talent eines gewissen jungen Mannes namens Steven Spielberg. […] Geschickt hat er die Eingangssequenz statt mit Musik nur mit dem Rattern einer Schreibmaschine unterlegt (ähnlich wie die Radiogespräche während des Vorspanns zu »Duell«). Auch Steven Bochco gibt seinen Einstand in der Serie, die er in der Folgezeit maßgeblich prägen sollte. Der Tathergang ist von ihm raffiniert erdacht. In bester Erinnerung bleibt schließlich das vom bedeutenden Kamera-Altmeister Russell Metty häufig in Großaufnahme eingefangene breite und bedrohliche Grinsen Jack Cassidys. Es prädestinierte ihn geradezu, später noch zweimal in Columbos Akten zu erscheinen; darunter in »Schreib oder stirb«, einem thematisch ähnlichen Fall.“.
Der Drehbuchautor Steven Bochco war 1972 für einen Emmy in der Kategorie Outstanding Writing Achievement in Drama und einen Edgar Allan Poe Award in der Kategorie Best Episode in a TV Series nominiert.
Die Serienpremiere war ein großer Publikums- und Kritikererfolg mit einer entsprechend hohen Einschaltquote von 26,5 Prozent, die gleichzeitig den 8. Platz im wöchentlichen TV-Ranking bedeutete.